# 벼랑 위의 포뇨
《벼랑 위의 포뇨》(崖の上のポニョ 가케 노 우에 노 포뇨[*])은 스튜디오 지브리가 제작한 2008년 장편 애니메이션 영화이다. 2004년 《하울의 움직이는 성》 이후 4년 만에 미야자키 하야오 감독이 제작을 맡은 작품이다. 원작, 각본, 감독 3부문을 전부 미야자키 감독이 맡는 것은 2001년 개봉된 《센과 치히로의 행방불명》 이후 7년 만이다.
바닷가 마을을 배경으로, 인간이 되고 싶어하는 소원을 가진 꼬마 물고기 '포뇨'(ポニョ)와 5살박이 소년 소스케(宗介)와의 만남을 주제로 하는 이야기이다.
일본에서는 2008년 7월 19일 도호 계열 극장에서 개봉되었다.

## 줄거리
바다생활에 싫증이 난 포뇨는 바다를 탈출하고 싶어한다. 그러던중 인간이 버린 쓰레기들에 휘말리다 한 유리병에 갇히는 위기를 맞게 된다. 이를 우연히 본 소스케는 포뇨를 병에서 빼내주고 집으로 데려온다. 하지만 노인들은 인면어를 데리고 오면 쓰나미가 온다며 두려워한다. 하지만 소스케는 이를 신경쓰지 않는다. 그러나 곧 포뇨의 아버지가 포뇨를 찾으러 파도를 일으키고 포뇨를 데려간다. 하지만 포뇨는 아버지 후지모토가 모아놓은 에너지를 모두 마셔버리고는 인간으로 변해서 바다를 다시 탈출하여 소스케에게 찾아간다. 둘은 행복한 시간을 보내지만 다시 쓰나미가 몰려와 소스케의 어머니가 노인들을 돌보러 차를 끌고 나간다. 어머니가 걱정이 된 소스케는 포뇨가 확대시킨 배를 타고 어머니를 찾으러 떠난다. 그러나 포뇨는 곧 힘을 잃고 다시 금붕어로 변해버린다. 당황한 소스케의 앞에 포뇨의 아버지 후지모토가 나타나 바다로 돌아가자고 말한다. 소스케는 이를 거부하지만 제압당하고 바다로 끌려온다. 바다로 들어가자 노인들과 어머니가 모두 그곳에 있었다. "포뇨가 인어라도 상관없느냐"고 묻는 포뇨의 어머니의 질문에 소스케는 상관없다고 대답한다. 포뇨의 어머니는 소스케에게 포뇨를 맡아달라고 부탁하고서는 노인들과 모두를 놓아준다. 그리고 소스케와 포뇨는 입맞춤을 하며 포뇨는 인간으로 변하고 끝이 난다.

## 등장인물 및 성우
- 성우는 일본어판, 한국어판 순.

소스케(宗介)
성우 - 도이 히로키(土井洋輝),지혜찬
어른 같은 5살. 병 속에 갇힌 포뇨를 구해준 마음씨 착한 소년이다.
이름의 유래는 나쓰메 소세키의 소설 문(門)에 등장하는 '벼랑 밑 집에 조용히 살고 있는 노나카 소스케'에서 따왔다고 함.
포뇨(ポニョ)
성우 - 나라 유리아(奈良柚莉愛),김정인
본 작품의 주인공인 물고기(인면어). 본명은 '브륀힐데'이며 후지모토와 그란 만마레의 딸이다. 후지모토 몰래 가출을 시도하나, 유리병 속에 몸이 끼어 움직이지 못하게 된 것을 소스케가 구출해 준다. '포뇨'라는 이름은 소스케가 지어준 것이다. 사람과 매우 흡사한 얼굴을 하고 있어, 도키 할머니에게 '인면어'라고 불린다. 병에서 구해주던 소스케의 손가락 상처에 난 피를 마시게 되어, 반인어가 되는 힘을 얻게 된다.
이름의 유래는, 작품의 작화 작업 중 미야자키 감독이 자신이 그린 캐릭터를 두고 느끼며 언급한 'ポニョっとしている'라는 표현이라고 한다.
리사(リサ)
성우 - 아먀구치 도모코(山口智子), 정미숙
소스케의 엄마. 노인요양시설 '해바라기 집'(ひまわりの家)에서 일하고 있다.
고이치(耕一)
성우 - 나가시마 가즈시게(長嶋一茂)
소스케의 아빠. 선원.
후지모토(フジモト)
성우 - 토코로 조지, 성완경, 리암 니슨
포뇨의 아빠. 한때 인간이었으나 현재는 바닷속에 살고 있는 마법사. 바다 속에서 잠수함 '돌묵상어 호'를 몰며 물물고기를 비롯한 생물들을 조종하는 능력을 갖고 있다.
후지모토의 설정은 소설 '해저 2만리'에 등장하는 노틸러스호의 유일한 아시아계 승무원. 바다의 여신 그란 만마레와 사랑에 빠져 바닷속에 사는 마법사가 되었다고 한다.
물물고기
후지모토가 조종하는 물속의 괴물. 파도와 같은 모습을 하고 있으나, 눈이 두개가 있는 물고기의 모습을 띠며 자신의 의지를 가지고 있다. 후지모토의 명령에 따라 포뇨를 데려간 소스케를 감시하거나, 후지모토를 등에 태우고 이동하기도 한다. 성우는 후지모토 역을 맡은 도코로 조지가 같이 맡았다.
그란만마레(グランマンマーレ)
성우 - 아마미 유키
포뇨의 엄마. 바다의 여신. 바닷속에서 휘황찬란하게 빛나는 모습으로 움직이는 모습을 본 선원들에게 '관세음보살'이라 불렸다. 공식 설정에 의하면 어머니의 바다 그 자체를 상징하나, 그 이상의 내용은 기술되어있지 않다.
포뇨의 여동생들
성우 - 야노 아키코
몸체는 포뇨에 비해 작으나 비슷한 모양새와 색깔의 물고기들로, 인간의 말을 하지 못한다. 감금되었다가 탈출하며 소스케를 만나러 가는 포뇨를 돕는다.
도키(トキ)
성우 - 요시유키 가즈코(吉行和子)
요양시설 '해바라기 집'에 사는 노인. 성격이 괴팍한 편.
요시에(ヨシエ)
성우 - 나라오카 도모코(奈良岡朋子)
요양시설 '해바라기 집'에 사는 노인.
한국어판의 경우, 경쟁률 250:1의 오디션을 통해 뽑힌 지혜찬 군과 김정인 양이 각각 소스케와 포뇨의 목소리를 맡았다.

## 제작진
- 원작, 각본 및 감독: 미야자키 하야오
- 프로듀서: 스즈키 도시오
- 음악: 히사이시 조
- 제작: 스튜디오 지브리
- 작화: 곤도 가쓰야(近藤勝也)(감독), 고사카 기타로(高坂希太郎), 이나무라 다케시(稲村武志)
- 미술감독: 요시다 노보루(吉田昇)
- 색채 총괄: 야스다 미치요(保田道世)
- 일본 배급자: 도호
- 미국 배급자: 월트 디즈니 픽처스

## 음악
벼랑 위의 포뇨의 음악은 히사이시 조가 작곡하였다.
주간 오리콘 차트 2위까지 올라간 엔딩 주제가 〈벼랑 위의 포뇨〉 (작곡 : 히사이시 조, 작사: 곤도 가쓰야, 노래 : 후지오카 후지마키/오하시 노조미)는 영화가 대한민국에서 개봉할 때 나온 한국어판 주제가에서도 후지오카 후지마키와 오하시 노조미가 불렀다.

## 같이 보기
- 미야자키 하야오
- 스튜디오 지브리
- 일본의 애니메이션 영화 흥행 기록